# 島之關站

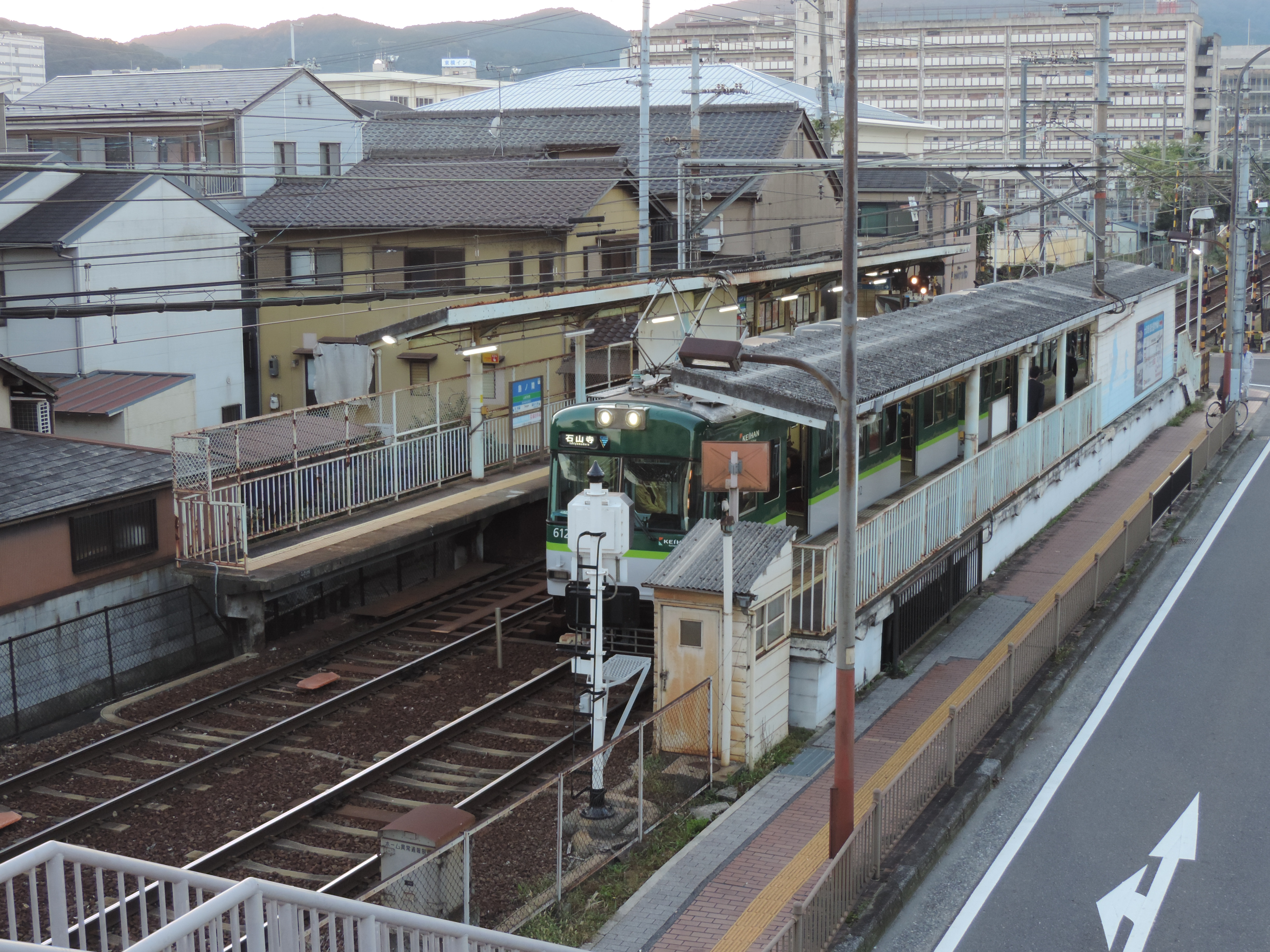
在東北方望向島之關站（2017年）

島之關站（日语：／ Shimanoseki eki */?）是位於滋賀縣大津市島之關，京阪電氣鐵道的石山坂本線停留場。車站編號為OT11。

## 歷史
- 1913年（大正2年）3月1日 - 大津電車軌道大津站（現時：琵琶湖濱大津）至膳所站（現時：膳所本町）之間開通，此站啟用[1][2][5]。
  - 在車站啟用線，路線與國有鐵道東海道本線貨物支線共用，共用區間為大津站至馬場站（現時：JR膳所站）之間，路軌使用雙軌距[6][7][8][9]。
- 1927年（昭和2年）1月21日 - 公司合併後，成為琵琶湖鐵道汽船車站[5][10]。
- 1929年（昭和4年）4月11日 - 公司合併後，成為(舊)京阪電氣鐵道石山坂本線的車站[5][10]。
- 1930年（昭和5年）9月15日 - 制定路線名稱，成為大津線所屬車站[5]。
- 1936年（昭和11年）10月10日 - 改變路線名稱為石山坂本線[5]。
- 1943年（昭和18年）10月1日 - 公司合併後，成為京阪神急行電鐵（現時：阪急電鐵）的車站[5][11]。
- 1949年（昭和24年）12月1日 - 公司分離後，成為(新)京阪電氣鐵道的車站[5][11]。
- 1966年（昭和41年）6月5日 - 車站遷移。
- 1969年（昭和44年）11月1日 - 東海道本線貨物支線廢止[12]。在廢止後，雙軌距的路軌撤走[7][9]。

## 車站構造
車站是一座地面車站，設有2面2線的相對式月台。車站大樓（閘口）位於坂本方向月台靠近坂本一方，對面為石山寺方向月台，兩月台之間設有站內平交道。月台上設有PiTaPa（ICOCA）專用出入閘機，沒有自動閘機。
曾經部分時間設有職員當值，現時成為無人車站。

### 月台
| 月台         | 路線        | 上下行 | 方向                                                                             | 備註                               |
| ------------ | ----------- | ------ | -------------------------------------------------------------------------------- | ---------------------------------- |
| 車站大樓一方 | ▼石山坂本線 | 下行   | 琵琶湖濱大津、京阪大津京、坂本比叡山口方向 ▲京津線（ 地下鐵東西線 三條京阪）方向 | 京津線需要在琵琶湖濱大津站轉乘列車 |
| 車站大樓對面 | ▼石山坂本線 | 上行   | 京阪膳所、石山寺方向                                                             |                                    |

※月台可容納2卡列車。在旅客資訊上沒有編排月台編號。

## 車站周邊
- 滋賀縣警察（日语：滋賀県警察）總部、滋賀縣公安委員會
- 滋賀縣立琵琶湖文化館（日语：滋賀県立琵琶湖文化館）（休館中）
- 大津市消防局（日语：大津市消防局）中消防署水上出張所
- 大津湖岸渚公園
- 大津市民會館（日语：大津市民会館）
- 大津市立中央小學
- 關西未來銀行（日语：関西みらい銀行）琵琶湖營業部
- 天孫神社（日语：天孫神社）
- 湖岸道路（日语：湖岸道路）（滋賀縣道18號大津草津線（日语：滋賀県道18号大津草津線）、滋賀縣道102號大津湖岸線（日语：滋賀県道102号大津湖岸線）重疊區間）

## 相鄰車站
京阪電氣鐵道
▼石山坂本線
石場（OT10）－島之關（OT11）－琵琶湖濱大津（OT12）

## 注腳
1. 1 2 3 4  川島 2009，第55頁.
2. 1 2 3  寺田 2013，第277頁.
3. ↑  大津市統計年鑑
4. ↑  停車站資訊圖 （页面存档备份，存于）（日語） - 京阪電氣鐵道
5. 1 2 3 4 5 6 7  高橋 2017，第28頁.
6. ↑  結解 2020，第100頁.
7. 1 2  鉄の道を辿る 京阪膳所～三井寺（石山坂本線） （页面存档备份，存于）（日語） - 京阪電氣鐵道
8. ↑  . MyNavi新聞. 2018-06-30  [2021-09-20]. （原始内容存档于2021-11-07） （日语）.
9. 1 2  . 產經新聞. 2019-08-09  [2021-09-20]. （原始内容存档于2021-09-21） （日语）.
10. 1 2  寺田 2013，第276頁.
11. 1 2  寺田 2013，第275頁.
12. ↑  . JTB. 1998-10-01: 54 （日语）.
13. ↑  川島 2009，第12頁.
14. ↑  寺田 2013，第133頁.

## 外部連結
- 島之關 - 京阪電氣鐵道